# Marianne Alfermann

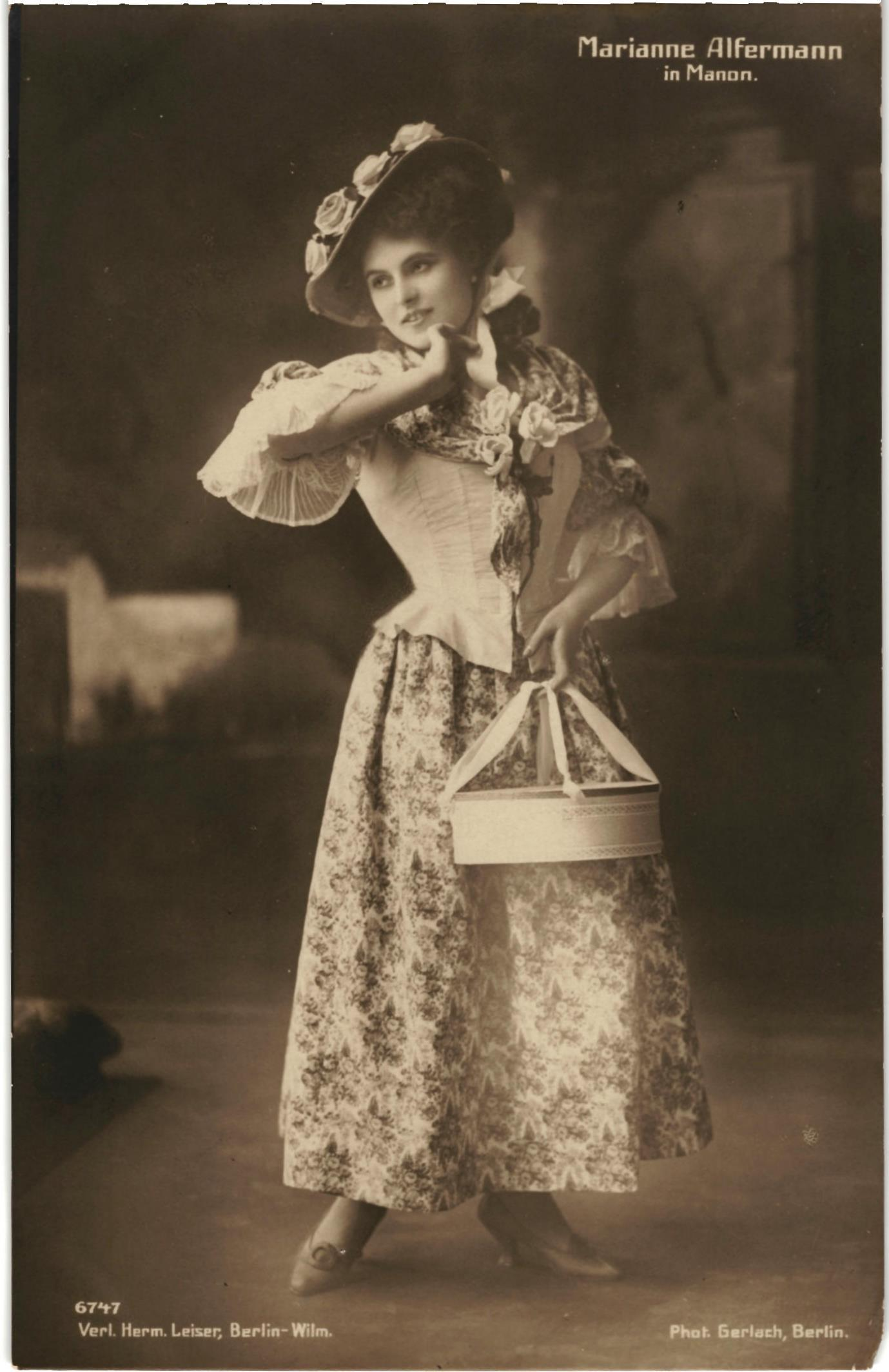
Marianne Elisabeth Felicitas Alfermann in einer Szene der Oper Manon

Marianne Elisabeth Felicitas Alfermann (* 8. Juni 1891 in Berlin; † 27. Februar 1954 in Gräfelfing) war eine deutsche Schauspielerin und Opernsängerin (Sopran).

## Leben
Marianne kam nach Schauspielunterricht und einer Gesangs-Ausbildung im Stimmfach Sopran 1910 an das Stadttheater Main. Im Dezember 1911 hatte sie ein Gastspiel an der Berliner Hofoper und so verließ sie Mainz 1912 und war dort Mitglied des Ensemble bis 1917. Von 1917 bis 1918 war sie dann in Frankfurt am Main tätig.
Danach lebte sie ab 1918 in Berlin und arbeitet von dort aus gastierend, wandte sich zu dieser Zeit aber bereits vermehrt der Operette zu.
In den 1920er Jahren setzte sie ihre Karriere an diversen Berliner Bühnen sowie im eben erst eröffneten Unterhaltungsrundfunk bei der Berliner Funkstunde fort.
Im März 1922 heiratete sie Gustav Lombard, den späteren SS-Brigadeführer und Generalmajor der Waffen-SS, von dem sie noch im gleichen Jahr einen Sohn bekam.
1926 spielte sie die Hauptrolle in Hugo Hirschs Revue „Wieder Metropol“. Noch 1927/28 gehörte sie zur Operette des Berliner Central-Theaters. Das Bühnenjahrbuch 1934 vermerkt unter ihrer Berliner Adresse „gastiert“.
Laut einem Randvermerk in ihrem Eintrag im Berliner Geburtsregister starb Alfermann im Februar 1954 im bayrischen Gräfelfing.
Marianne Alfermann machte in den 1920er Jahren Schallplattenaufnahmen, solistisch und im Duett mit Richard Bitterauf, Hans-Heinz Bollmann, Leopold Hainisch und Erik Wirl bei den labels Vox und Homocord.

## Tondokumente
Bei DISMARC.org werden 11 Titel geführt:
- auf Vox:
  - ohne Namensangabe:
    - Vox 1954 (mx. 2826 B). Für dich, mein Schatz, für dich hab ich mich schön gemacht. Lied und Blues aus “Der Orlow” (Bruno Granichstaedten) Orchester Georges Boulanger, mit Damengesang (= Marianne Alfermann?) ca. 1925[6].

  - ab 1926 als Marianne Alfermann:[7]
    - VOX 02199 30 cm  (mx. 851-AA). Lied der Gifte, aus: Wieder Metropol (Revue) (NE 10/1926, (K1926)) M: Hugo Hirsch/Bearbeitung: Franz Grothe/T: Arthur Rebner und Hans Zerlett
    - VOX 02199 30 cm (mx. 852-AA). Träume, Liebling, von mir, aus: Wieder Metropol (Revue) (NE 10/1926, (K1926)). M: Hugo Hirsch/Bearbeitung: Franz Grothe/T: Arthur Rebner und Hans Zerlett. Marianne Alfermann (Sopran) mit Jazz-Symphonie-Orchester Bernard Etté
    - VOX 02210 30 cm (mx. 1555-AA). Wie ein Blütenrausch im Mai (Lied) aus: Der blonde Zigeuner (Operette) (NE 04/1927). M: Martin Knopf/T: Oskar Felix und H. Frey. Marianne Alfermann (Sopran) mit Orchesterbegleitung. Geigensolo: G. Boulanger
    - VOX 02210 30 cm (mx. 1556-AA). Auftrittslied der Lona, aus: Der blonde Zigeuner (Operette) (NE 04/1927). M: Martin Knopf/T: Oskar Felix und H. Frey. Marianne Alfermann (Sopran) mit Orchesterbegleitung
    - VOX 4199 25 cm (mx. 1105-1BB). Wenn du mich sitzen lässt (Lied und Foxtrot) aus: Die Zirkusprinzessin (Operette). M: Emmerich Kálmán/T:Julius Brammer und Alfred Grünwald. Erik Wirl (Tenor) und Marianne Alfermann (Sopran) mit Orchesterbegleitung
    - VOX 4199 25 cm  (mx. 1107-1BB). Mein Darling muss so sein wie du (Lied und Foxtrot) aus: Die Zirkusprinzessin (Operette). M: Emmerich Kálmán/T:Julius Brammer und Alfred Grünwald. Erik Wirl (Tenor) und Marianne Alfermann (Sopran) mit Orchesterbegleitung
    - VOX 4201 25 cm  (mx. 1627-BB). Wenn man für's Herz was braucht (Foxtrot) aus: Der blonde Zigeuner (Operette) (NE 04/1927). M: Martin Knopf/T: Oskar Felix, H. Frey. Marianne Alfermann (Sopran) und Erik Wirl (Tenor) mit Orchesterbegleitung.
    - VOX 4201 25 cm (mx. 1628-BB). Ich schleich’ zur Nacht (Blues) aus: Der blonde Zigeuner (Operette) (NE 04/1927). M: Martin Knopf/T: Oskar Felix, H. Frey. Marianne Alfermann (Sopran) und Erik Wirl (Tenor) mit Orchesterbegleitung
    - VOX 4202 25 cm (mx. ?). Amalia, ich brauch' Liebe (Foxtrot) aus: Der blonde Zigeuner (Operette) (NE 04/1927). M: Martin Knopf/T: O. Felix, H. Frey. Marianne Alfermann (Sopran) Und Leopold Hainisch (Tenor) mit Orchesterbegleitung
    - VOX 4202 25 cm (mx. ?). Selbst die roten Rosen küssen (Duett) aus: Der blonde Zigeuner (Operette) (NE 04/1927). M: Martin Knopf/T: Oskar Felix und H. Frey. Marianne Alfermann (Sopran) und Erik Wirl (Tenor) mit Orchesterbegleitung
- auf Homocord:
  - Homocord 4-8839 30 cm (mx. M 52 276). Niemand liebt dich so wie ich. Duett aus Paganini (F. Lehár) (A 7. Dezember 1927)
  - Homocord 4-8839 30 cm (mx. M 52 277). Hab nur dich allein. Duett aus Paganini (F. Lehár) (A 30. Januar 1928). Marianne Alfermann (Sopran) und Hanns Heinz Bollmann (Tenor) mit Orchesterbegleitung
  - Homocord 4-8905 30 cm (mx. T.M. 52 492). Brüderlein und Schwesterlein, aus Fledermaus (Joh. Strauss) Großes Operetten-Ensemble: Marianne Alfermann, Richard Bitterauf, Hanns Heinz Bollmann, Else Jansen, Richard Klewitz, Vera Schwarz. Chor der Berliner Staatsoper. Berliner Sinfonie-Orchester, Dirigent: Dr. Felix Günther
  - Homocord Testpressung 25 cm, o. Nr., Matr.-Nr. 20 510: Flüsterndes Silber, rauschende Welle (Melcher), im wax: »Alfermann und Bitterauf, mech. copyr. 1928«. Rückseite dito, aber anderer take [mx. 20 510-1)